# Вледень (комуна, Яломіца)
Вледень, Вледені (рум. Vlădeni) — комуна у повіті Яломіца в Румунії. До складу комуни входить єдине село Вледень.
Комуна розташована на відстані 140 км на схід від Бухареста, 38 км на схід від Слобозії, 78 км на північний захід від Констанци, 92 км на південь від Галаца.

## Населення
За даними перепису населення 2002 року у комуні проживали 2257 осіб. Усі жителі комуни рідною мовою назвали румунську.
Національний склад населення комуни:
| Національність   | Кількість осіб | Відсоток |
| ---------------- | -------------- | -------- |
| румуни           | 2252           | 99,8%    |
| цигани           | 4              | 0,2%     |
| росіяни-липовани | 1              | < 0,1%   |

Склад населення комуни за віросповіданням:
| Релігія       | Кількість осіб | Відсоток |
| ------------- | -------------- | -------- |
| православні   | 2255           | 99,9%    |
| римо-католики | 1              | < 0,1%   |
| старообрядці  | 1              | < 0,1%   |

## Зовнішні посилання
- Дані про комуну Вледень на сайті Ghidul Primăriilor [Архівовано 2 березня 2012 у Wayback Machine.]